# Srănsko, Kărdjali
Srănsko (în bulgară Срънско) este un sat în comuna Ardino, regiunea Kărdjali,  Bulgaria. 

## Demografie
Componența etnică a satului Srănsko
     Turci (94,8%)
     Bulgari (3,89%)
     Nicio identificare (1,29%)
     Altele (0%)
La recensământul din 2011, populația satului Srănsko era de 77 locuitori. Din punct de vedere etnic, majoritatea locuitorilor (94,8%) erau turci, cu o minoritate de bulgari (3,89%). Pentru 1,29% din locuitori nu este cunoscută apartenența etnică.